# Niealkoholowe stłuszczeniowe zapalenie wątroby
Niealkoholowe stłuszczeniowe zapalenie wątroby (ang. nonalcoholic steatohepatitis, NASH) – odmiana przewlekłego zapalenia wątroby, przypominająca zmiany, które występują u osób nadużywających alkohol, której przyczyną są inne czynniki niż spożywanie alkoholu. NASH traktowane jest jako progresja niealkoholowego stłuszczenia wątroby (NAFLD), stanowi czynnik ryzyka marskości wątroby oraz raka wątrobowokomórkowego.

## Patogeneza

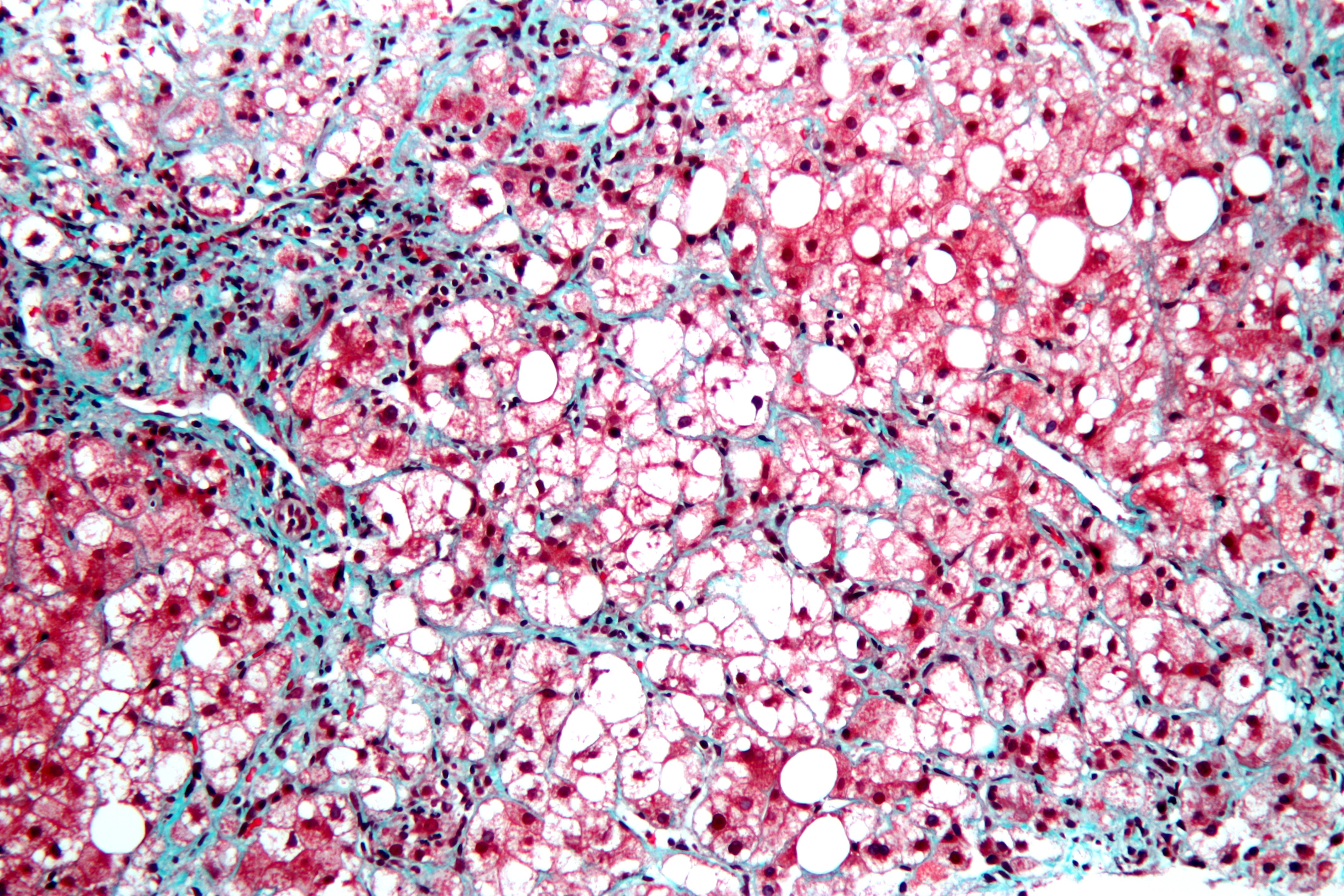
Niealkoholowe stłuszczeniowe zapalenie wątroby – barwienie trichromem

Największe znaczenie w rozwoju choroby ma insulinooporność. W jej wyniku w hepatocytach gromadzi się tłuszcz (rozwija się stłuszczenie). Następnie w wyniku stresu oksydacyjnego dochodzi do peroksydacji lipidów z wytwarzaniem cytokin prozapalnych i rozwoju zapalenia wątroby (NASH).

### Czynniki ryzyka
- NAFLD
- zespół metaboliczny
- niski poziom cholesterolu HDL[1]
- wiek powyżej 50 lat
- płeć żeńska
- otyłość brzuszna[1]
- podwyższony poziom trójglicerydów
- gwałtowny spadek masy ciała[1]

## Objawy
Zwykle przebiega bezobjawowo. W niektórych przypadkach występuje:
- zmęczenie, osłabienie, złe samopoczucie
- niespecyficzne dolegliwości bólowe pod prawym łukiem żebrowym
- niewielka hepatomegalia
- stosunkowo rzadko splenomegalia[potrzebny przypis]
- bardzo rzadko cechy nadciśnienia wrotnego[potrzebny przypis]

## Powikłania
- włóknienie wątroby
- marskość wątroby
- rak wątrobowokomórkowy

### Czynniki ryzyka rozwoju powikłań
- otyłość brzuszna[1]
- cukrzyca typu 2
- nadciśnienie tętnicze
- aktywność AlAT powyżej 2-krotności górnej granicy normy
- wskaźnik de Ritisa < 1[1][2]
- trójglicerydy > 1,7 mmol/l

## Rozpoznanie
Rozpoznanie stawia się po wykluczeniu alkoholowego zapalenia wątroby na podstawie stwierdzenia następujących kryteriów:
- zwiększenie aktywności AspAT i AlAT (wskaźnik de Ritisa < 1[2] )
- aktywność AlAT < 5-krotności górnej granicy normy[1]
- w USG cechy stłuszczenia wątroby
- brak innych schorzeń wątroby.

### Badania pomocnicze
- badania laboratoryjne:
  - dyslipidemia
  - hiperglikemia
  - hipoalbuminemia
  - wydłużony czas protrombinowy
  - zwiększenie aktywności GGTP
  - hiperbilirubinemia
- badanie histopatologiczne materiału pobranego podczas biopsji wątroby:
  - stłuszczenie wielkokropelkowe
  - naciek zapalny
  - zwyrodnienie balonowate
  - martwica
  - włóknienie
  - ciałka Mallory’ego

### Rozpoznanie różnicowe
- wirusowe zapalenie wątroby
- autoimmunologiczne zapalenie wątroby
- polekowe uszkodzenie wątroby
- alkoholowe stłuszczenie wątroby
- alkoholowe zapalenie wątroby
- choroba Wilsona
- hemochromatoza
- marskość wątroby
- pierwotne zapalenie dróg żółciowych
- pierwotne stwardniające zapalenie dróg żółciowych

## Leczenie
Zwalczanie otyłości (zmiana trybu życia, zmiana diety, aktywność fizyczna, wspomagająco leczenie farmakologiczne). Leczenie zaburzeń wchodzących w skład zespołu metabolicznego (jak wyżej, ponadto metformina, statyny), witamina E.